# Château de Quenven
Le château de Quenven est situé à Locmalo en France.

## Localisation
Le château est situé sur le territoire de la commune de Locmalo, au lieu-dit Quenven, dans le département du Morbihan en région Bretagne.

## Description
Le domaine se compose d'un grand logis, de dépendances au nord et à l'est, et d'une ferme modèle à l'extérieur de l'enclos. Une allée droite orientée nord-sud mène au portail d'entrée délimitée par quatre piliers face à laquelle se dresse le logis, exposé au sud. Il montre une façade ordonnancée, l'accent étant mis sur les deux travées centrales et lucarne axiale monumentale. Il a été complété par une aile de retour à l'est qui a détruit l'ordonnance d'origine. Au nord, les écuries, donne sur la cour de la ferme enclose avec logis à étage de type ternaire orienté au sud et dont l'accès se fait par un portail à piliers à l'est.
Le château est un édifice à un étage carré, avec sous-sol et un étage de comble. Toiture à longs pans, croupe. Escalier dans-œuvre

## Historique
Le corps principal du château est édifié pour la famille Modille de Villeneuve probablement peu après 1841 (il ne figure pas sur le plan cadastral à cette date), sur l'emplacement de plusieurs fermes : peut-être peut-on l'attribuer à Louis, qui vécut entre 1816 et 1901. Il a été augmenté dans les années 1900 d'une aile à l'est. La route qui traversait le domaine est alors détournée à l'est du château. A l'arrière du château, les dépendances, qui comprennent un grand logis, des écuries, ont été édifiées à la fin du  XIXe siècle. Une ferme dont le logis date du  XVIIIe siècle a été conservée à l'arrière du château : la fenêtre au rez-de-chaussée porte une date, non lue. L'étable en alignement, en ruine, date du XIXe siècle. La ferme de type ferme modèle est construite vers 1900 en dehors de la clôture du château : le logis remploie des pierres d'édifices antérieurs disparus.
Le château est inscrit à l'inventaire général du patrimoine culturel.